# Arthrosporella
Arthrosporella es un género de hongos en la familia Tricholomataceae. Es un género monotípico que contiene la especie Arthrosporella ditopa, propia de América del Sur. El género fue descrito por el micólogo Rolf Singer en 1970.
En el 2005, se anunció que se había descubierto una especie nueva perteneciente al género, sin embargo estudios posteriores indicaron que era un género separado no relacionado con Arthrosporella (como inicialmente se había pensado), y fueron descritos en 2007 como Arthromyces y Blastosporella, el primero en Tricholomataceae, el segundo en Lyophyllaceae.